# Johann Georg Hamann
Johann Georg Hamann (Königsberg, 27 agosto 1730 – Münster, 21 giugno 1788) è stato un filosofo prussiano, tra le più importanti personalità del Contro-Illuminismo, fu il principale sostenitore dello Sturm und Drang e il maestro di Herder e di Jacobi. Amico di Immanuel Kant, fu tuttavia suo avversario nell'ambito intellettuale.

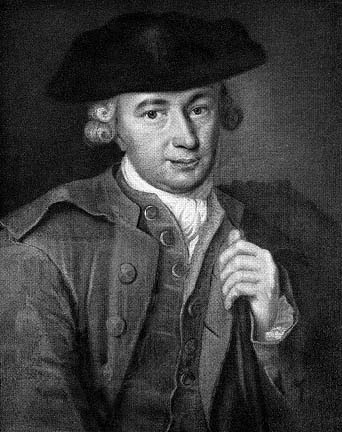
Johann Georg Hamann

La sfiducia nella ragione e, di conseguenza, l'opposizione all'Illuminismo, lo portarono alla conclusione che solo la fede in Dio fosse l'unica soluzione per vagliare le problematiche filosofiche. Hamann fu profondamente influenzato dagli scritti di Hume sui limiti del pensiero umano (in particolare dal Trattato sulla natura umana) tanto che in un suo famoso saggio, i Sokratische Denkwürdigkeiten (1759), usò proprio la figura di Socrate come archetipo dell'uomo che dichiara di non avere conoscenze certe e di non sapere nulla. Con tale esempio egli volle criticare la dipendenza dell'Illuminismo dalla ragione umana, che, come affermava già Hume, si basa solo su conoscenze probabili e non certe.
Soprannominato dai suoi contemporanei il "Mago del Nord" ("Magus im Norden"); mentore di Herder, ebbe una grandissima influenza sul pensiero di numerosi filosofi del suo tempo e del secolo seguente, da Goethe a Jacobi, da Hegel a Kierkegaard.

## Hamann e il linguaggio
Il linguaggio per Hamann ha un'origine divina, è manifestazione di Dio (Λόγος) che si rivela. La sua critica a Kant, e in generale ad una certa impostazione razionalista, va letta come critica al secolarismo che l'Illuminismo stava portando a compimento. Da apologeta radicale del Cristianesimo non poteva non vedere con diffidenza gli avvenimenti che stavano sconvolgendo la tradizione cristiana e che, di lì a poco, avrebbero portato alla rivoluzione francese. Tutta la sua poliedrica e disordinata produzione era quindi inserita nello spirito apologetico e protoromantico; era finalizzata all'esaltazione dei valori spirituali cristiani. Il linguaggio è per il nostro pensatore una categoria a priori, la verità di fede è pertanto assoluta e incontrovertibile. La sua concezione del linguaggio va letta in funzione pedagogica e teologica. Egli stesso, come si legge nei suoi scritti, amava considerarsi guida morale della Germania. Partendo dall'assioma che non c'è affatto frattura tra pensiero e linguaggio, ma anzi stretta connessione, finalizzò tutta la sua speculazione nel mostrare come i diversi linguaggi (simboli) potessero essere compresi solo in chiave teologica, partendo dalla premessa che tutta la creazione è opera di Dio. Tutto è Parola di Dio, non solo le Sacre Scritture ma anche la natura parla all'uomo. Le sue critiche spesso erano colorate da vere e proprie invettive di tipo "oscurantista". Il dialogo acceso che ebbe con Herder in merito all'origine divina ci mostra come la sua impostazione e il suo punto di vista era in realtà imbevuto della cultura luterana e conservatrice prussiana. Egli tacciò Herder di anticristianesimo, poiché assertore di un'origine storico-immanentistica del linguaggio, e sebbene tale condanna possa apparire esagerata, la posizione di Hamann non deve stupire: per il filosofo prussiano negare la divinità della parola (linguaggio) significava negare la divinità del Verbum, della Parola e della Rivelazione di Dio che si manifesta nel creato. Posizioni affini a quelle di Hamann sull'origine divina del linguaggio saranno formulate indipendentemente anche dal visconte de Bonald nelle sue Recherches philosophiques (1818).

## Opere[1][2]
- Considerazioni bibliche (titolo originale: Biblische Betrachtungen) (1758)
- Gedanken über meinen Lebenslauf (1758-59)
- Wolken
- Memorabili di Socrate (titolo originale: Sokratische Denkwürdigkeiten) (1759)
- Aesthetica in Nuce (1760)
- Crociate di un filologo (titolo originale: Kreuzzüge des Philologen) (1762)
- Versuch über eine akademische Frage
- Autore e critica (titolo originale: Schriftsteller und Kunstrichter)
- Lettore e critica (titolo originale: Leser und Kunstrichter)
- Des Ritters von Rosencreuz letzte Willensmeynung über den göttlichen und menschlichen Urprung der Sprache
- Philologische Einfälle und Zweifel
- Hierophantische Briefe
- Versuch einer Sibylle über die Ehe
- Komponpax. Fragmente einer apokryphischen Sibylle über apokalyptische Mysterien
- Golgota e Scheblimini (titolo originale: Golgatha und Scheblimini) (1784)
- Metacritica del Purismo della Ragione (titolo originale: Metakritik über den Purismus der Vernunft)
- Fliegender Brief
- Sibyllinische Blätter des Magus, Jena und Leipzig, Verlegt bei Eugen Diederichs, 1905.